# Asfalt
För andra betydelser, se Asfalt (olika betydelser).

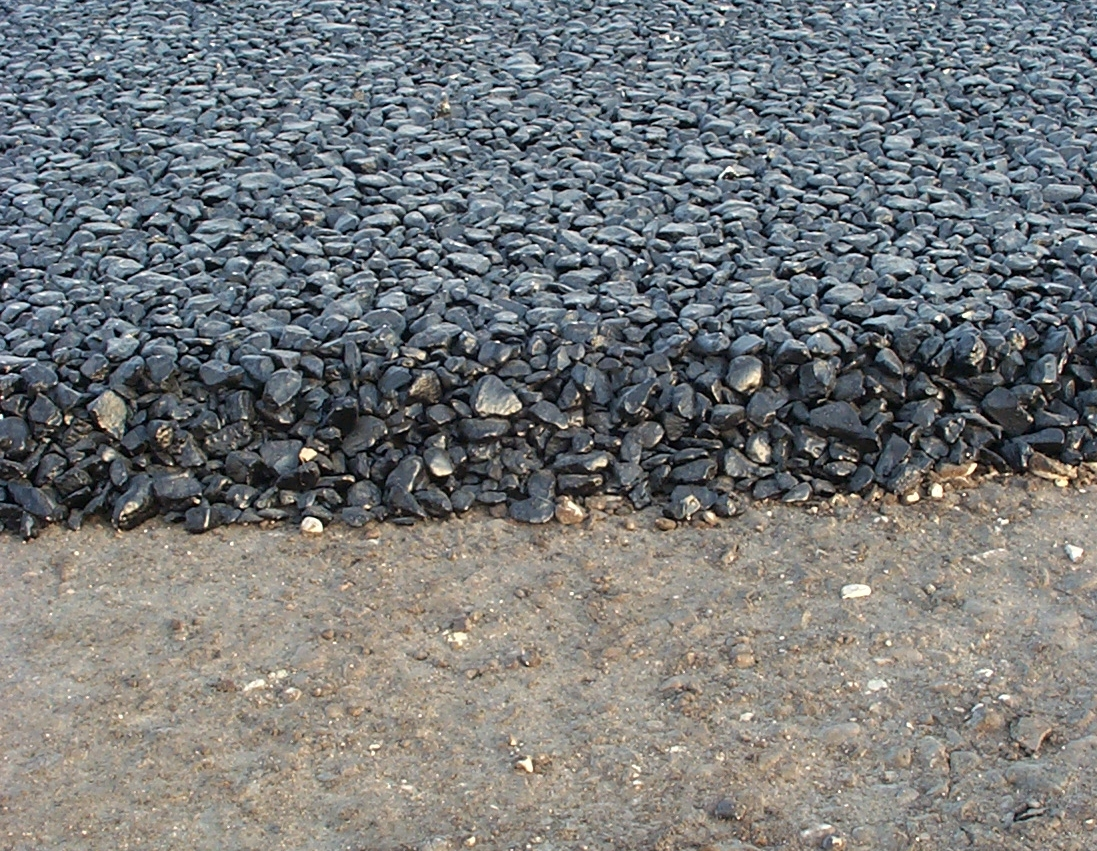
Ett lager asfalt har lagts vid beläggningsarbete på en väg.

Asfaltbetong eller bara asfalt är ett material som används till vägbeläggningslager och består av bindemedlet bitumen (förr i stället ofta av stenkolstjära) och krossat stenmaterial. Innan det färdigblandade materialet lagts ut på väg kallas det asfaltmassa.
Termen asfalt används vanligen för asfaltbetong men även om ren bitumen samt naturasfalt, vilket är råolja som har trängt upp till markytan och oxiderat. Naturasfalt består främst av bitumen och kerogen. Bitumen är smältbar och löslig i koldisulfid. Kerogen sönderdelas vid upphettning och är inte fullständigt löslig i koldisuldid. Albertit, nigrit och stellarit är olika typer av kerogen.
Äldre synonymer är bitumen judaicum, svart bernsten, syrisk asfalt, och jordbeck. Ordet asfalt härstammar från grekiskans ἄσφαλτος, asfaltos. Möjligen är det ett semitiskt lånord med betydelsen "hindra från att falla omkull" och skulle då syfta på ämnets förmåga att sammanfoga murar och andra konstruktioner. Andra källor menar att ordet kommer från sanskrit jatu, alternativt latin pix tumens vilket betyder utsipprande beck.

## Historia
Bitumen används inte bara som bindemedel i asfalt, utan även som tätskikt på till exempel hustak och källarmurar, och den användningen är betydligt äldre än asfalten. Enligt Gamla Testamentet vilade Moses i en flätad korg som var tätad med bitumen (ordet ”beck” används i Bibeln) innan den sattes i vattnet.
Användning av bitumen som vägbyggnadsmaterial beskrivs på en bautasten från det gamla Babylon, daterad cirka 2500 f.Kr. Den stad som är först känd för att ha sina gator belagda (tjära) var Bagdad på 700-talet. Mer än 1 000 år senare uppfann John Loudon McAdam en vägbyggnadsmetod kallad makadamisering. År 1901 beviljades Edgar Purnell Hooley patent för "Tarmac", vilket innebär att tjära och sten blandas mekaniskt innan utläggning, följt av att blandningen packas med en vält.
Den första vägsträcka i Sverige att asfalteras, var Borganäsvägen i Borlänge (1927–1928).[källa behövs]

## Råvaror

### Naturasfalt
Asfalt förekommer även i naturlig form. Det finns fyra kända asfaltsjöar i världen, och dessa är La Brea asfaltsjö i sydvästra Trinidad och Tobago, Lago Bermudez i norra Venezuela och småsjöarna Rancho La Brea Tar Pits,  McKittrick Tar Pits och Carpinteria Tar Pits i Los Angelestrakten i delstaten Kalifornien i södra USA.
Naturasfalt förekommer som tillsats i asfaltbetong där den genom sin höga styvhet minskar risken för deformationer.
En trögflytande variant i berggrunden kallas bergbeck och har påträffats i flera gruvor.
Naturasfalt har även kommit till användning för färgframställning. Det har som pigment Colour Index-beteckningen Natural Black 6.

## Vägbeläggningens uppbyggnad

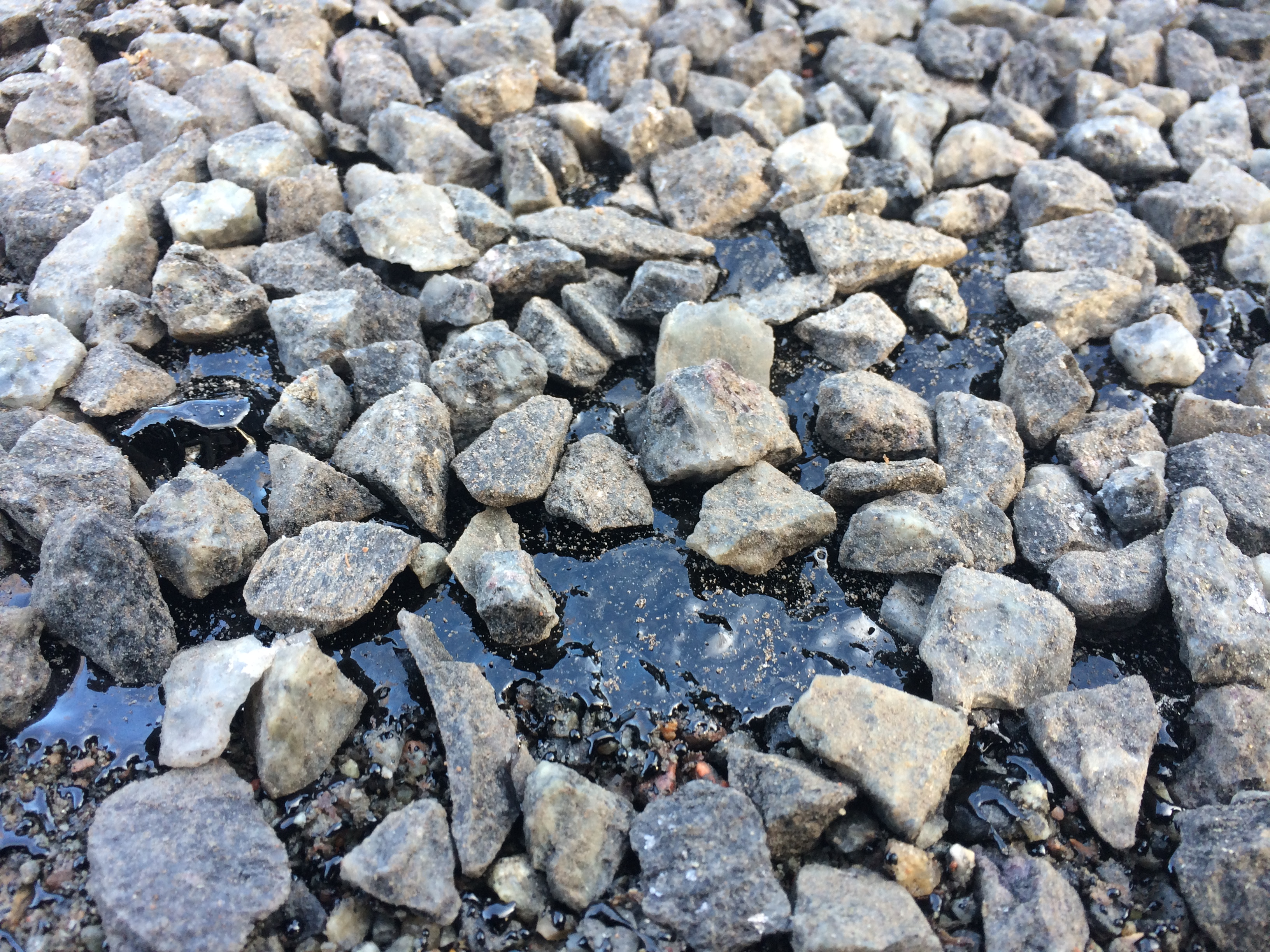
Ytbehandling av typen Y1.

Asfaltbeläggningar består ofta av flera konstruktiva lager. Överst finns alltid ett slitlager. Slitlagret kan utgöras av en enkel ytbehandling (Y1) där ett lager sten klistrats med bitumenemulsion på underliggande gruslager (Y1G) eller bitumenbundet lager (Y1B). En annan vanlig typ av slitlager är asfaltbetong, tät (ABT). Det hårda nötningsslitaget från dubbdäck har drivit utvecklingen mot slitlager av typ asfaltbetong, stenrik (ABS) med större andel grövre stenmaterial.
Asfaltbeläggningen kan även inkludera ett bärlager av asfaltbundet grus (AG) samt eventuellt asfaltbetong, bindlager (ABb), vilka fördelar trafiklasten för att undvika deformation av underliggande lager. Vid underhåll läggs vanligtvis justeringslager i svackor och spår, ofta i kombination med fräsning av högpunkter och/eller instabila bindemedelsrika lagningsmassor.
Densifalt och Confalt är varianter på asfalt- och cementblandningar där ytliga hålrum och med dessa kommunicerande hålrum fylls med cementslam.

### Lågbullrande beläggningar
Trafikverket i  Sverige har försökt möta krav på lågbullrande beläggningar med porösa beläggningar av typ asfaltbetong, dränerande (ABD), men dessa beläggningar har uppvisat dålig hållbarhet. Nu testas även så kallade gummiasfalt, en typ av lågbullrande beläggning som har upp till två procent inblandning av gummi. Gummiasfalt tillverkad med så kallad våt metod har använts i cirka 25 år i USA med gott resultat. Redan för tiotalet år sedan gjordes svenska tester med gummiinblandning, då med så kallad torr metod. Då blev resultaten dåliga. Nu används även i Sverige den bättre "våta metoden".

## Tillverkning

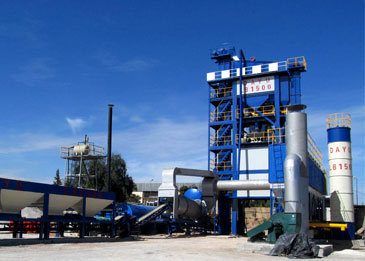
Anläggning för framställning av asfalt.

Blandning av bindemedel, stenmaterial och tillsatsmedel kan ske på flera sätt.

### Varmblandad asfalt
Vid tillverkning av varmblandad asfaltmassa hettas bindemedlet bitumen upp kraftigt för att minska dess viskositet, medan stenmaterialet hettas upp för att genom torkning avlägsna fukt. Blandningen sker i allmänhet vid temperatur från cirka 150 °C. Sent på hösten förekommer att vissa verk höjer blandningstemperaturen över 180 °C, för att utläggning och framförallt packning ska kunna utföras medan asfalten är tillräckligt varm.

### Lågtempererad varmasfalt
Lågtempererad varmasfalt, även kallad lågenergiasfalt, är en tillverkningsmetod med lägre koldioxidutsläpp. Till skillnad från konventionell varmasfalt (se ovan) värms den lågtempererade varmasfalten upp till 120 grader istället för 160 grader. Det här gör att asfaltverkets oljeförbrukning minskar och det leder i sin tur till att koldioxidutsläppen minskar med upp till 30 procent, jämfört med konventionell varmasfalt. 
Tillverkningstemperaturen kan sänkas tack vare tillsättning av vatten till bindemedlet bitumen. Med tillsatt vatten skummas bitumen och genom denna metod kan temperaturen sänkas. Värmeseparationerna minskar och bindemedlets viskositet sänks, vilket ger en mer lättarbetad och homogent blandad asfaltmassa. 
Den lägre tillverkningstemperaturen gör att bindemedlet oxideras mindre, det vill säga åldras långsammare. 
Asfaltmassan är lättpackad vid utläggning och har lågt hålrum vilket gör den mindre känslig för frostsprängning och oxidering.,,

### Halvvarm blandning
Halvvarm blandning kan ske efter tillsats av antingen vaxer eller asfaltemulsion. Detta resulterar i lägre förbrukning av fossila bränslen och därmed frigör mindre koldioxid, aerosoler och ångor. Användningen av nämnda tillsatser i varmblandad asfalt (se ovan) kan underlätta packningsarbetet och möjliggöra utläggning i kyla eller längre transportavstånd.

### Kallblandad asfalt
Kall asfaltbetong tillverkas genom att bitumen emulgeras i vatten med hjälp av bland annat tvål, innan blandning med stenmaterialet. I sitt emulgerade tillstånd är bitumenet mer lättflytande och blandningen är därför lättare att bearbeta och packa. Emulsionen bryter när tillräckligt med vatten har avdunstat. Kallblandad asfalt används ofta som lagningsmassa och till lågtrafikerade vägar.

## Utläggning
Alla moderna asfaltläggare är utrustade med en så kallad flytande skrid. Sedan denna tekniska innovation vid företaget Barber-Greene beviljades patent år 1935, kom Barber-Greene att fullständigt dominera marknaden för asfaltutläggare ända till 1955 då deras patent löpte ut. Sedan dess är tekniken standard på asfaltläggare av alla fabrikat.
Den flytande skriden påverkas av ett antal krafter. När dessa är i jämvikt hålls djupet bakom skriden konstant:
- Kraft via dragarmen som förbinder skriden med asfaltläggaren.
- Tyngden hos asfaltmassan framför skriden.
- Asfaltmassans tröghet, vilken beror av asfaltens viskositet och tyngd.

Dragarmens vinkel påverkar också rörelsen, dess resulterande kraft läggs antingen till eller dras bort från tyngden hos asfaltmassan.
Om var och en av dessa krafter är konstant, kommer en ändring av dragarmens attackvinkel att påverka flödet av asfaltmassa som pressas under skriden. När attackvinkeln ökas, ökar flödet under skriden. Omvänt medför minskad attackvinkel att massaflödet minskar.
Eftersom den enda förbindelsen mellan asfaltläggare och skriden är dragarmen, kan skriden "flyta" lodrätt i förhållande till asfaltläggaren. Detta gör att asfaltläggaren kan köra över vägojämnheter medan den flytande skriden avjämnar asfaltmassan så att det bildas en jämn yta.

## Asfaltens egenskaper

### Beständighet / livslängd

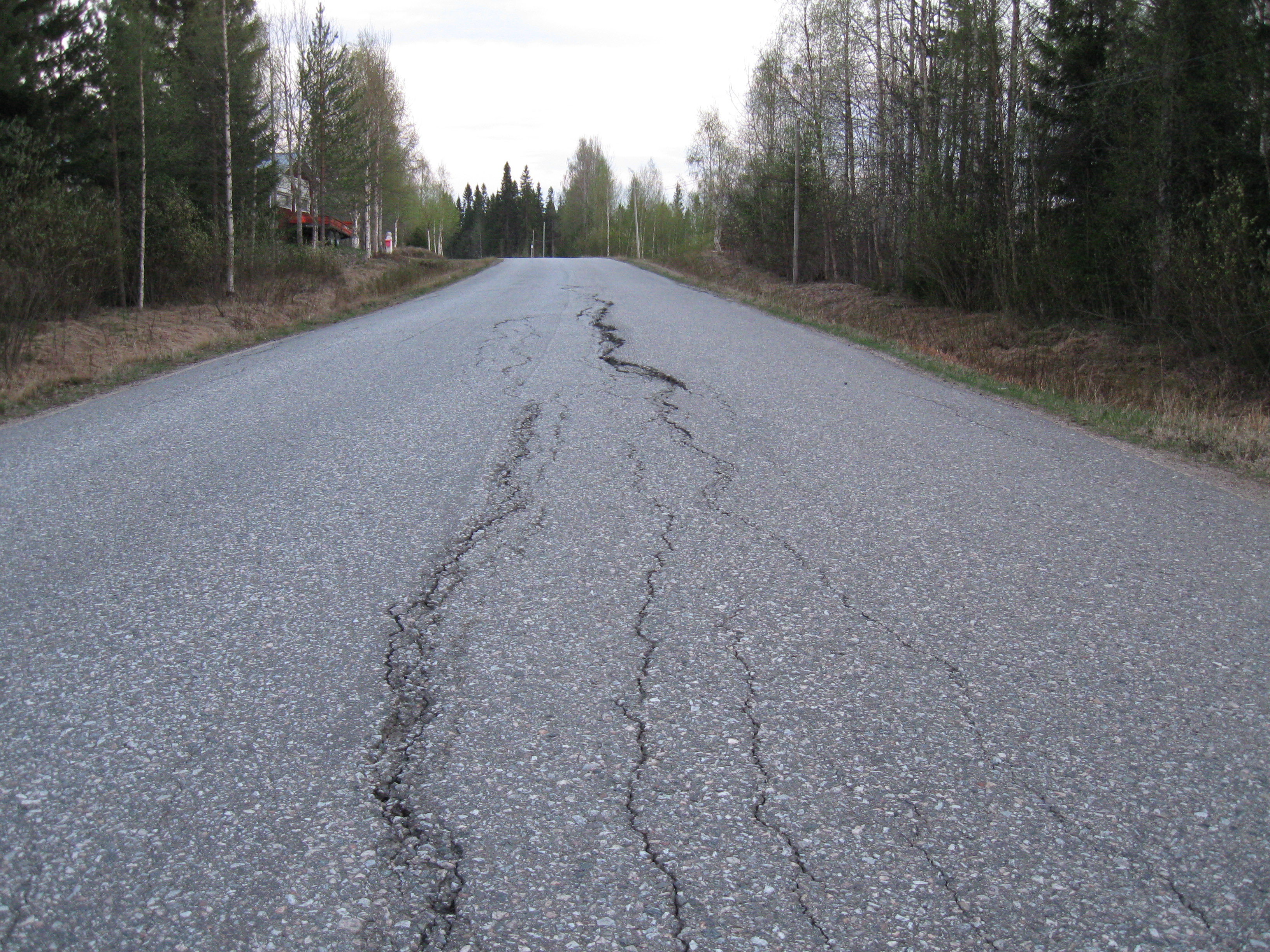
Tjälskadad asfaltbeläggning.

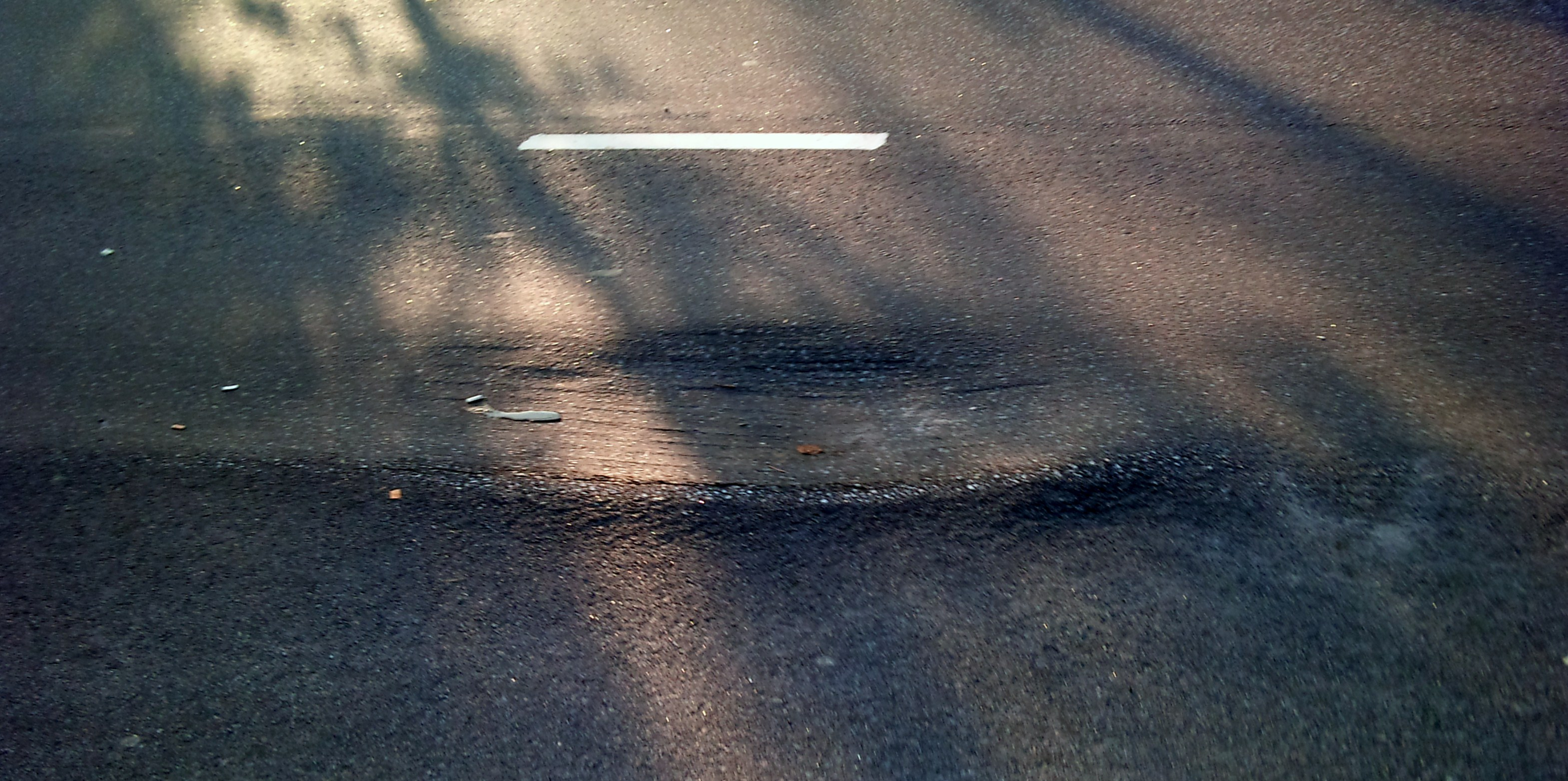
Smält asfalt

Ett övergripande krav på vägbeläggningar är god beständighet, eftersom kort väghållbarhet ger hög livscykelkostnad även om prislappen för utlagd beläggning må vara låg. Kostnaden bestäms i huvudsak av kvoten mellan pris och tjänlig livslängd. För att ge bra ekonomi måste beläggningar därför ha lång livslängd, vilket kan nås om den uppfyller höga krav på egenskaper såsom deformationsstabilitet, nötningsmotstånd (mot dubbdäck), styvhetsmodul inklusive tjocklek, beständighet, täthet (vattengenomsläpplighet) och homogenitet.

### Funktionella egenskaper
Vägbeläggningar av olika typ kan ha mycket olika prestanda i fråga om exempelvis däckslitage, friktion, trafikbuller och vägojämnhet/komfort. En studie av trafikanters krav på vägar visar att trafikanter påverkas av faktorer så som potthål, vägkantskador, vattenansamlingar (orsakas av otillräcklig snedlutning, ojämnheter och spårslitage, blödande asfalt, olämplig textur (vägar), lappningar och färgvariation. I vissa fall kan vägegenskaper ha stor betydelse för vägens funktion, även om trafikanterna inte inser det. Ett exempel är att många inte vet att vägar med låg textur kan bli såphala vid regn.

#### Vägtrafikbuller
Slitlager av asfaltbetong orsakar mindre däck-/vägbanebuller än beläggningar av cementbetong, vilka i sin tur är tystare än tankbeläggningar så som ytbehandling. Skicket hos beläggningen kan ha större betydelse för bullret än typen av beläggning. Vid låga hastigheter domineras trafikbullret av motorljud, medan det vid landsvägsfarter domineras av däck-/vägbanebuller. Detta buller ökar med ökande fordonshastighet. Det finns en mängd mekanismer som alstrar däck-/vägbanebuller. Ljudenergin orsakas i princip av rullmotstånd, i samband med att rörelseenergi omvandlas till ljudvågor. I början av 1970-talet insågs att trafikbuller kan minskas genom att beakta akustiska egenskaper vid vägbeläggningens konstruktion, utförande och underhåll.

### Strukturella egenskaper
Sprickor i beläggningsytan anses vara en av de främsta mekanismerna bakom vägars strukturella nedbrytning. Deformation och s.k. bärighetssprickor uppstår när vägen endera har tjänat ut sin dimensioneringsperiod eller helt enkelt är för svag för den trafiklast som avbördats.

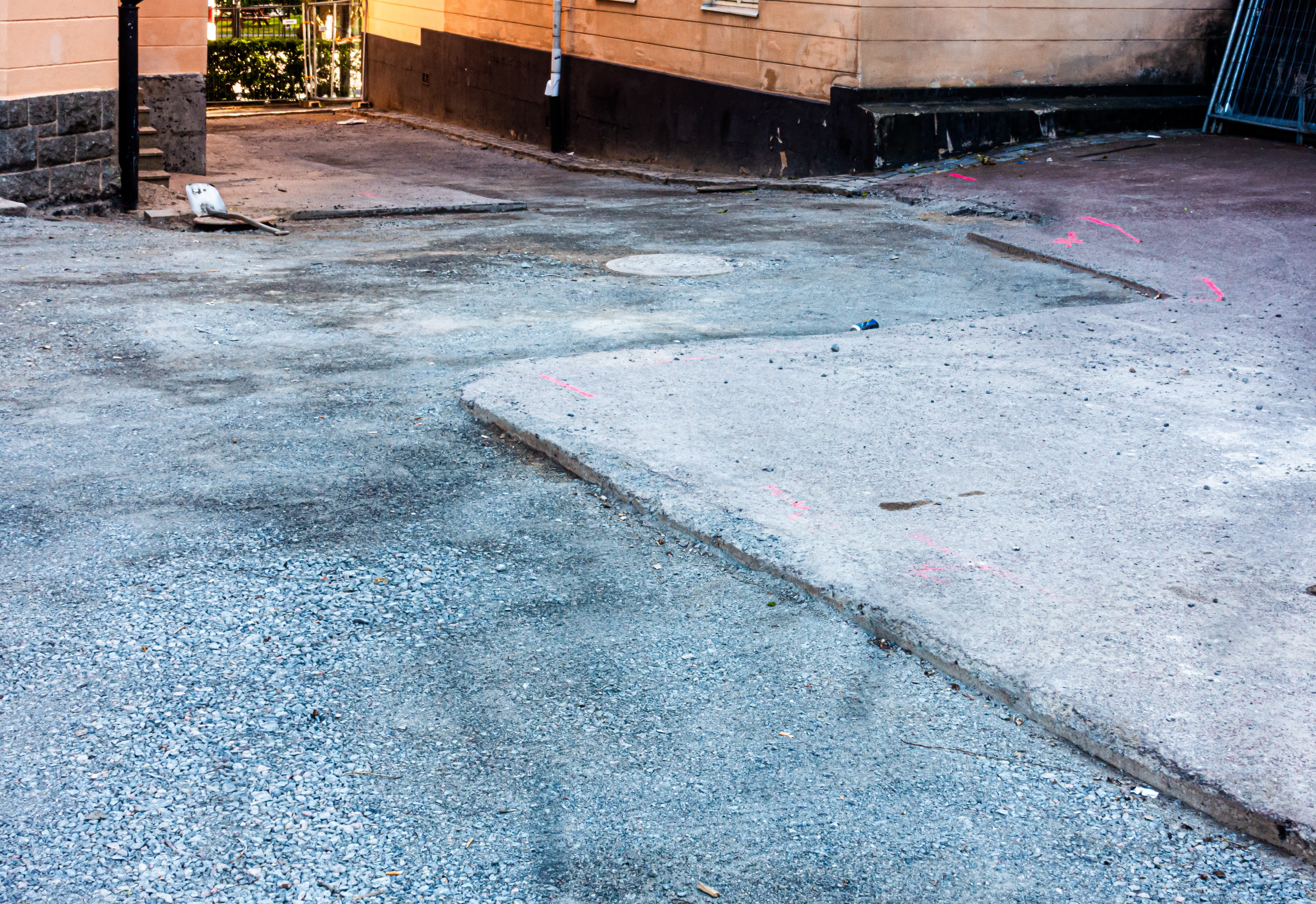
Asfaltomläggning på innergård i centrala Stockholm sommaren 2025.